# Sandefjords flygplats, Torp
Sandefjords flygplats, Torp (norska: Sandefjord lufthavn, Torp) är en internationell flygplats i sydöstra Norge, 7,4 kilometer nordöst om Sandefjord. Flygplatsen ägs och drivs av Sandefjord Lufthavn A/S. Den har utvecklats till en lågprisflygplats där lågprisflygbolagen Ryanair och Wizz Air har etablerat sig. KLM flyger dagliga turer till Amsterdam och Widerøe står för inrikeslinjerna. År 2008 reste 1 572 942 passagerare via flygplatsen vilket gjorde den till Norges sjätte största flygplats och Nordens femtonde med avseende på passagerartrafik detta år. Under senare år har flygplatsen i samma mätning hamnat inom topp 20, med en variation mellan plats 17, 16 och 15. År 2012 låg flygplatsen på plats 12, år 2013 på plats 16, år 2014 på plats 15 och år 2016-2016 på plats 17, med avseende på passagerartrafik.

## Historia
Den 12 september 1952 lade Norges regering fram en plan att bygga en flygplats på Torp i samarbete med NATO. Samma år den 18 september beslutade Stortinget att bygga den för 50 miljoner norska kroner. Bygget pågick i tre år och den officiella invigningen skedde den 2 juli 1956.
Den 5 oktober 1959 fick flygplatsen tillstånd av norska luftfartsveket att hantera civilt flyg. Först då startade några få inrikeslinjer och en charterlinje.
1997 blev Torp största regionala flygplatsen utanför stamnätet med 244 597 passagerare.

## Faciliteter
Flygplatsen har en taxfree-butik, en bokhandel och några restauranger. Det finns även en bank och ett flertal bolag hyr ut bilar. Avgiftsbelagd parkering finns i form av både parkeringshus och utomhusparkering.

## Marktransport
Fem bussbolag kör olika turer till Sandefjord, Oslo, Seljord, Kristiansand, Stavern och Stavanger. Det går även turer till närliggande skidorter.
Tåg finns närmast tillgängligt vid järnvägsstationen Torp (Sandefjord lufthavn), tidigare kallad Råstad stasjon, vid Vestfoldbanen. Det går bussar mellan flygplatsen och stationen och restiden är 4 minuter (3 km).
Taxi finns vid flygplatsen. Det finns en särskild taxidepå utanför terminalen.